# 2001년 K리그
2001년 K-리그는 K-리그의 19번째 시즌이다. 시즌은 3월 18일에 벌어진 2001 시즌의 리그 우승 팀 안양 LG 치타스와 2001년도 대한민국 FA컵 우승 팀인 전북 현대 모터스와의 슈퍼컵을 시작으로 출발하였다. 아디다스컵이 3월부터 5월까지 열렸고, 정규리그는 6월 17일에 시작하여 10월 28일까지 팀당 세번씩 경기를 하여 우승 팀을 가렸다. 이번 시즌은 포스트시즌 (플레이오프와 챔피언결정전)이 폐지되고 무승부제도가 다시 도입되었다. 또한 두개의 컵대회로 진행되던 컵대회 중 하나가 폐지되고 아디다스컵만이 진행되었다.
그리고 2001년 시즌에는 서포터스가 그라운드에 난입하는 등 판정시비가 잇달았고, 심판들도 노조를 설립하려는 움직임을 보이는 등 유난히 탈도 많고 말도 많았던 유난히 사건도 많았지만, 이러한 와중에서도 각종 기록들이 쏟아져 나와 팬들의 관심을 끌었다.
J리그에서 복귀한 울산의 노장 김현석이 역대통산 최다골 신기록을 세우며 한국 프로축구사를 새로 쓴 데 이어, 성남의 신태용도 역대 2번째로 50-50클럽에 가입했다.
2001년에는 1999년 이후 2년 만에 다시 '200만 관중시대'로 접어들었다. 총 230만 6861명의 관중이 입장,99년에 이어 역대 2번째로 많은 관중수를 기록했고, 21%나 증가한 경기당 관중수(1만 2745명)는 83년과 99년에 이어 역대 3번째로 기록됐다.
이처럼 관중이 증가하게 된 원인은 무엇보다 일부 구단(수원, 울산)이 월드컵경기장에서 경기를 치른 점과 부천의 홈구장 이전 때문이었다. 3만8천 명을 수용하는 부천종합운동장에서 홈경기를 치른 부천은 목동운동장 시절의 스산함을 청산하는 데 성공하며 최다 관중 동원팀(평균 1만 7천여 명)으로 거듭났다.
물론 이는 '홈경기 승리시 다음 홈경기 무료입장'이라는 부천만의 팬서비스가 있었기 때문이지만, 대형 전광판과 사철 잔디가 구비된 신설 경기장에서 경기를 벌임으로써 관전의 흥미를 더한 것도 관중몰이의 주된 요인이었다는 것이 일반적인 평가라 볼 수 있다.

## 시즌 개요

### 참가 구단
| #  | 팀명               | 연고지     | 리그 참여년도 | 전년도 순위 |
| -- | ------------------ | ---------- | ------------- | ----------- |
| 1  | 안양 LG 치타스     | 안양시     | 1984년        | 우승        |
| 2  | 부천 SK            | 부천시     | 1983년        | 준우승      |
| 3  | 성남 일화 천마     | 성남시     | 1989년        |             |
| 4  | 전북 현대 모터스   | 전라북도   | 1995년        |             |
| 5  | 수원 삼성 블루윙즈 | 수원시     | 1996년        |             |
| 6  | 부산 아이콘스      | 부산광역시 | 1983년        |             |
| 7  | 전남 드래곤즈      | 전라남도   | 1995년        |             |
| 8  | 대전 시티즌        | 대전광역시 | 1997년        |             |
| 9  | 포항 스틸러스      | 포항시     | 1983년        |             |
| 10 | 울산 현대 호랑이   | 울산광역시 | 1984년        |             |

## 시즌 순위

### 정규시즌 순위
| 순위 | 팀                 | 경기 | 승 | 무 | 패 | 득 | 실 | 차  | 승점 | 비고 |
| ---- | ------------------ | ---- | -- | -- | -- | -- | -- | --- | ---- | ---- |
| 1    | 성남 일화 천마     | 27   | 11 | 12 | 4  | 35 | 20 | +15 | 45   | 우승 |
| 2    | 안양 LG 치타스     | 27   | 11 | 10 | 6  | 30 | 23 | +7  | 43   |      |
| 3    | 수원 삼성 블루윙즈 | 27   | 12 | 5  | 10 | 40 | 35 | +5  | 41   |      |
| 4    | 부산 아이콘스      | 27   | 10 | 11 | 6  | 38 | 33 | +5  | 41   |      |
| 5    | 포항 스틸러스      | 27   | 10 | 8  | 9  | 28 | 29 | −1  | 38   |      |
| 6    | 울산 현대 호랑이   | 27   | 10 | 6  | 11 | 34 | 39 | −5  | 36   |      |
| 7    | 부천 SK            | 27   | 7  | 14 | 6  | 29 | 29 | 0   | 35   |      |
| 8    | 전남 드래곤즈      | 27   | 6  | 10 | 11 | 28 | 33 | −5  | 28   |      |
| 9    | 전북 현대 모터스   | 27   | 5  | 10 | 12 | 23 | 33 | −10 | 25   |      |
| 10   | 대전 시티즌        | 27   | 5  | 10 | 12 | 25 | 36 | −11 | 25   |      |

## 우승 구단
| 2001년 K-리그 우승          |
| --------------------------- |
| 성남 일화 천마 네 번째 우승 |

## 시즌 통계

### 개인 기록

#### 득점
| 순위 | 선수 | 클럽               | 득점 | 경기 |
| ---- | --- | ------------------ | ---- | ---- |
| 1    | 산드로 C | 수원 삼성 블루윙즈 | 13   | 22   |
| 2    | 파울링뇨 | 울산 현대 호랑이   | 11   | 22   |
| 2    | 우성용 | 부산 아이콘스      | 11   | 22   |
| 4    | 서정원 | 수원 삼성 블루윙즈 | 11   | 25   |
| 5    | [[파일:{{{국기그림-연방}}}\|22x20px\|border \|유고슬라비아 사회주의 연방공화국\|링크=유고슬라비아 사회주의 연방공화국]] 샤샤 | 성남 일화 천마     | 10   | 25   |
| 6    | 박정환 | 안양 LG 치타스     | 9    | 16   |
| 7    | 세자르 | 전남 드래곤즈      | 9    | 26   |
| 8    | 남기일 | 부천 SK            | 9    | 27   |

#### 도움
| 순위 | 선수 | 클럽           | 도움 | 경기 |
| ---- | --- | -------------- | ---- | ---- |
| 1    | [[파일:{{{국기그림-연방}}}\|22x20px\|border \|유고슬라비아 사회주의 연방공화국\|링크=유고슬라비아 사회주의 연방공화국]] 우르모브 | 부산 아이콘스  | 10   | 23   |
| 2    | 김종현 | 전남 드래곤즈  | 8    | 25   |
| 3    | 신태용 | 성남 일화 천마 | 7    | 27   |
| 4    | [[파일:{{{국기그림-연방}}}\|22x20px\|border \|유고슬라비아 사회주의 연방공화국\|링크=유고슬라비아 사회주의 연방공화국]] 드라간   | 안양 LG 치타스 | 6    | 24   |
| 5    | 곽경근 | 부천 SK        | 6    | 24   |
| 6    | 박태하 | 포항 스틸러스  | 6    | 25   |

## 수상

### 베스트 11
- 골키퍼: 신의손 (안양 LG 치타스)
- 수비수: 우르모브 (부산 아이콘스), 김현수, 김용희 (모두 성남 일화 천마), 이영표 (안양 LG 치타스)
- 미드필더: 신태용 (성남 일화 천마), 송종국 (부산 아이콘스), 남기일 (부천 SK), 서정원 (수원 삼성 블루윙즈)
- 공격수: 우성용 (부산 아이콘스), 산드로 C (수원 삼성 블루윙즈)

### 부문별 수상자
| 부문         | 선수 | 클럽               |
| ------------ | --- | ------------------ |
| 최우수선수상 | 신태용 | 성남 일화 천마     |
| 신인선수상   | 송종국 | 부산 아이콘스      |
| 득점상       | 산드로 C | 수원 삼성 블루윙즈 |
| 도움상       | [[파일:{{{국기그림-연방}}}\|22x20px\|border \|유고슬라비아 사회주의 연방공화국\|링크=유고슬라비아 사회주의 연방공화국]] 우르모브 | 부산 아이콘스      |
| 감독상       | 차경복 | 성남 일화 천마     |
| 특별상       | 신의손 | 안양 LG 치타스     |
| 특별상       | 이용발 | 전북 현대 모터스   |

## 같이 보기
- 리그컵 2002
- FA컵 2002

## 참고 자료
- K리그 히스토리 2001 시즌[깨진 링크(과거 내용 찾기)]